# ميخائيل كيربونوس
الكولونيل العام ميخائيل بيتروفيتش كيربونوس (بالروسية: Михаи́л Петро́вич Кирпоно́с، بالأوكرانية: Михайло Петрович Кирпонос؛ 12 يناير 1896 - 20 سبتمبر 1941) قائد عسكري أوكراني سوفيتي وواحد من جنرالات الجيش الأحمر، حاصل على لقب بطل الاتحاد السوفيتي في 21 مارس 1940 لإظهاره الشجاعة الفائقة خلال قيادته للفرقة السبعون مشاة خلال الحرب السوفيتية الفنلندية واشتهر كيربونوس بدوره المحوري في قيادة وتنظيم الدفاعات في أوكرانيا خلال معركة برودي عام 1941 ومعركة أومان وكذلك معركة كييف في الأشهر الأولى من الغزو الألماني للاتحاد السوفيتي حيث قتل في معركة كييف في 20 سبتمبر 1941.

## وصلات خارجية
- ميخائيل كيربونوس على موقع Warheroes.ru
- الحقيقة جول وفاة الجنرال ميخائيل بيتروفيتش كيربونوس، Voenno-istoricheskiĭ zhurnal, 1964. № 9, ISSN 0042-9058
- شيرلي دختيارينكو، "وفاء لذكرياتنا، بعد مرور ستون عاما على الحرب الوطنية العظمى"، زيركالو نيديلي (The Mirror Weekly)، 16–22 يونيو 2001. بالروسية، بالأوكرانية.
- أفريكان ستينين، "قدر الجيش وتراجيديا قائد الجبهة"،  (The Mirror Weekly)، 16-22 يونيو 2001. بالروسية، بالأوكرانية